# 齋藤めぐみ (タレント)
齋藤 めぐみ（さいとう めぐみ、1981年（昭和56年）6月28日 - ）は、三重県内を中心にDJ、リポーター、アナウンサー、イベント司会等で活躍するタレント。三重県伊賀市出身。

## 人物・略歴
- 三重県立上野高等学校卒業。今も母校・上高を愛し、自身の担当する番組の中で母校の話題を取り上げる[注 1]事が多い。
- 大阪芸術大学芸術学部放送学科卒業。
- 女性には珍しい高校野球ファンで、夏に甲子園で観戦する程。担当番組内でもかなり詳しく高校野球について話す。特に出身地でもあり居住地の三重県の高校野球に関しての知識は深い。
- 酒豪（ビールが大好き）[注 2]。
- 愛称の「バミー」は「うわばみの様に酒を呑む」という事からパーソナリティの広瀬隆に命名され[1]レディオキューブFM三重で呼ばれている愛称。「めぐちゃん」は甥っ子さんに呼ばれている愛称。尚、昔は「馬」と呼ばれていた[2]。
- 蛙が大嫌い。自身の担当する番組の中で取り上げられる事がよくある[注 3][注 4][注 5]。
- 牛の生レバーが大好き[注 6]。

## 現在出演中の番組

### ラジオ
- 広瀬隆のラジオ魂！（火曜リポーター、レディオキューブFM三重、2010年（平成22年）4月6日 - ）
- ナビなば（ナビゲーター、FMなばり、2013年（平成25年）11月1日 - ）

## 過去出演した番組

### テレビ
- 「名張青山ニュース金曜号」（アナウンサー、アドバンスコープ）

### ラジオ
- radio3 SOUND CRUISING（リポーター、レディオキューブFM三重）
- radio3 FLASH TODAY（月〜木曜リポーター、レディオキューブFM三重）
- Morning Plus（木曜ナビゲーター、FMなばり、2006年（平成18年）4月27日 - 2007年（平成19年）4月26日）
- Morning Plus（金曜ナビゲーター、FMなばり、2007年5月4日 - 2008年（平成20年）6月6日）
- あさナバ（月曜ナビゲーター、FMなばり、2008年6月1日 - 2010年（平成22年）1月25日）
- あさナバ（金曜ナビゲーター、FMなばり、2008年6月13日 - 2012年（平成24年）3月30日）
- あさナバ（火曜ナビゲーター、FMなばり、2010年2月2日 - 2010年）
- あさナバ（水曜ナビゲーター、FMなばり、2010年2月3日 - 2010年10月）
- あさナバ（木曜ナビゲーター、FMなばり、2010年10月 - 2012年3月29日）
- うさぎ年の皆さんいらっしゃーい（ナビゲーター、FMなばり、2011年（平成23年）1月1日 - 1月4日）
- EVENING COASTER（月曜リポーター、レディオキューブFM三重）
- おはよーSAN（金曜ナビゲーター、FMなばり、2012年4月6日 - 2013年（平成25年）7月12日）
- Morning Radio 83.5（金曜ナビゲーター、FMなばり、2013年7月19日 - 2013年10月25日）

## その他
- 第1回NABARIストリート・フェスタ’05（MC、2005年（平成17年）4月30日）
- 津まつり（フェニックス会場MC、2005年10月9日）
- 第2回NABARIストリート・フェスタ’06（MC、2006年（平成18年）3月19日）
- 第7回津ヨットハーバー祭2012（MC、2012年（平成24年）5月3日）
- 能勢人形浄瑠璃鹿角座公演（MC、2012年6月23日）
- 第24回みすぎ夏まつり納涼花火大会（MC、2012年7月21日）
- 名張川納涼花火大会 2012（MC、2012年7月28日）
- 第21回亀山市関宿納涼花火大会（MC、2012年8月18日）
- 近畿地方治水大会（MC、2012年11月5日）
- 能勢人形浄瑠璃鹿角座公演（MC、2013年（平成25年）6月22日 - 6月23日）
- 名張川納涼花火大会 2013（MC、2013年7月27日）
- 津まつり（MC、2013年10月12日 - 10月13日）